# 캐나다 배구 국가대표팀
캐나다 배구 국가대표팀(영어: Canada national volleyball team, 프랑스어: Équipe du Canada de volley-ball)은 캐나다를 대표하여 국가대항전에 참가하는 배구 국가대표팀으로 캐나다 배구 협회에 의해 운영된다.

## 국제 대회 기록

### 올림픽
- 1964 — 예선 탈락
- 1968 — 예선 탈락
- 1972 — 예선 탈락
- 1976 — 9위
- 1980 — 보이콧으로 인한 불참
- 1984 — 4위
- 1988 — 예선 탈락
- 1992 — 10위
- 1996 — 예선 탈락
- 2000 — 예선 탈락
- 2004 — 예선 탈락
- 2008 — 예선 탈락
- 2012 — 예선 탈락
- 2016 — 5위
- 2020 — 8위